# Zornica Kostadinowa
Zornitsa Kostadinova (ur. 6 lutego 1990 w Sofii) – bułgarska biathlonistka, jej największym sukcesem jest 6. miejsce w sprincie w czasie Mistrzostw Świata Juniorów w 2007 roku.

## Osiągnięcia

### Mistrzostwa Świata Juniorów
| Rok  | Miejsce              | IN | SP | PU | MS | RL |
| 2007 | Martell-Val Martello | 19 | 6  | 19 |    | 7  |
| 2008 | Ruhpolding           | 30 | 34 | 29 |    | 11 |

### Mistrzostwa Europy Juniorów
| Rok  | Miejsce           | IN | SP | PU | MS | RL |
| 2006 | Langdorf-Arbersee | 45 | 36 |    |    | 11 |

IN – bieg indywidualny, SP – sprint, PU – bieg pościgowy, MS – bieg ze startu wspólnego, RL – sztafeta